# Suh Hyo-sun
Suh Hyo-sun (* 20. September 1966) ist eine ehemalige südkoreanische Hockeyspielerin. Sie gewann 1988 die olympische Silbermedaille.

## Karriere
Die südkoreanische Nationalmannschaft siegte 1986 bei den Asienspielen vor heimischem Publikum in Seoul vor den Mannschaften aus Japan und Indien.
Zwei Jahre später bei den Olympischen Spielen 1988 in Seoul gehörten die Südkoreanerinnen zur Weltspitze. Beim Turnier in Seoul gewannen die Südkoreanerinnen ihre Vorrundengruppe und bezwangen im Halbfinale die Britinnen mit 1:0, wobei Suh Hyo-sun den einzigen Treffer im Halbfinale erzielte. Im Finale unterlagen die Südkoreanerinnen den Australierinnen mit 0:2.